# 克里亞基夫卡
48°46′17″N 38°53′38″E / 48.77139°N 38.89389°E
克里亞基夫卡（烏克蘭語：Кряківка）是位於烏克蘭東部的村莊，由盧甘斯克州夏斯季耶区的夏斯季耶市鎮負責管轄。該村始建於1674年，面積1.38平方公里，海拔高度44米，2001年人口470，人口密度每平方公里340.6人。